# Jumis
Jumis és un cràter sobre la superfície del planeta nan Ceres, situat amb el sistema de coordenades planetocèntriques a 52.6 ° de latitud nord i 317.9 ° de longitud est. Fa un diàmetre de 15 km. El nom va ser fet oficial per la UAI el 25 d'agost del 2017 i fa referència a Jumis, déu de la fertilitat del camp a la cultura letona.